# San Marinos Grand Prix 1982
San Marinos Grand Prix 1982 var det fjärde av 16 lopp ingående i formel 1-VM 1982.  

## Rapport
Endast 14 bilar deltog, eftersom loppet bojkottades av dem som var anslutna till FOCA. Orsaken var missnöjet med diskvalificeringarna i Brasilien som FISA stod bakom. 

## Resultat
1. Didier Pironi, Ferrari, 9 poäng
2. Gilles Villeneuve, Ferrari, 6
3. Michele Alboreto, Tyrrell-Ford, 4
4. Jean-Pierre Jarier, Osella-Ford, 3
5. Eliseo Salazar, ATS-Ford, 2

### Förare som bröt loppet
- Teo Fabi, Toleman-Hart (varv 52, för få varv)
- René Arnoux, Renault (44, turbo)
- Bruno Giacomelli, Alfa Romeo (24, motor)
- Riccardo Paletti, Osella-Ford (7, upphängning)
- Alain Prost, Renault (6, motor)
- Andrea de Cesaris, Alfa Romeo (4, elsystem)
- Brian Henton, Tyrrell-Ford (0, transmission)
- Derek Warwick, Toleman-Hart (0, elsystem)

### Förare som diskvalificerades
- Manfred Winkelhock, ATS-Ford (varv 54, för lätt bil)

## VM-ställning
| Förarmästerskapet 1. Alain Prost, Renault, 18 2. Niki Lauda, McLaren-Ford, 12 3. Didier Pironi, Ferrari, 10 Michele Alboreto, Tyrrell-Ford, 10 | Konstruktörsmästerskapet 1. Renault, 22 2. McLaren-Ford, 20 3. Ferrari, 16 |